# Selenocosmia honesta
Selenocosmia honesta là một loài nhện trong họ Theraphosidae.
Loài này thuộc chi Selenocosmia. Selenocosmia honesta được Arthur Stanley Hirst miêu tả năm 1909.